# کنستانس یکم

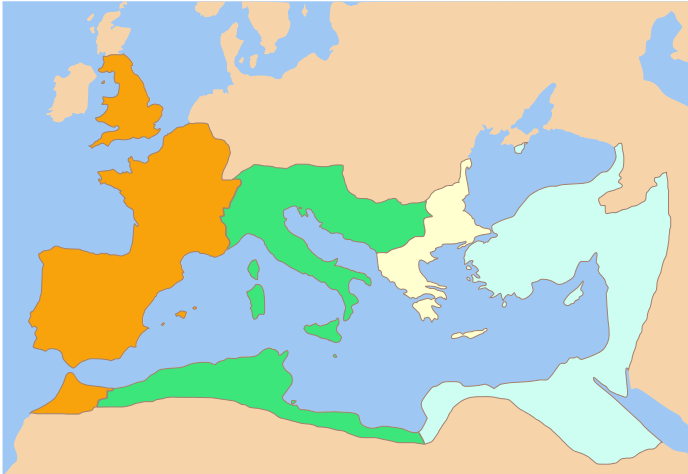
تقسیم امپراتوری روم در میان سزارها که توسط کنستانتین بزرگ منصوب شد: از غرب به شرق ، سرزمین های کنستانتین دوم ، کنستانس ، دالماتیوس و کنستانتیوس دوم. پس از مرگ کنستانتین بزرگ (مه ۳۳۷) ، این تقسیم رسمی امپراتوری بود ، تا زمانی که دالماتیوس کشته شد و قلمرو او بین کنستان و کنستانس تقسیم شد.

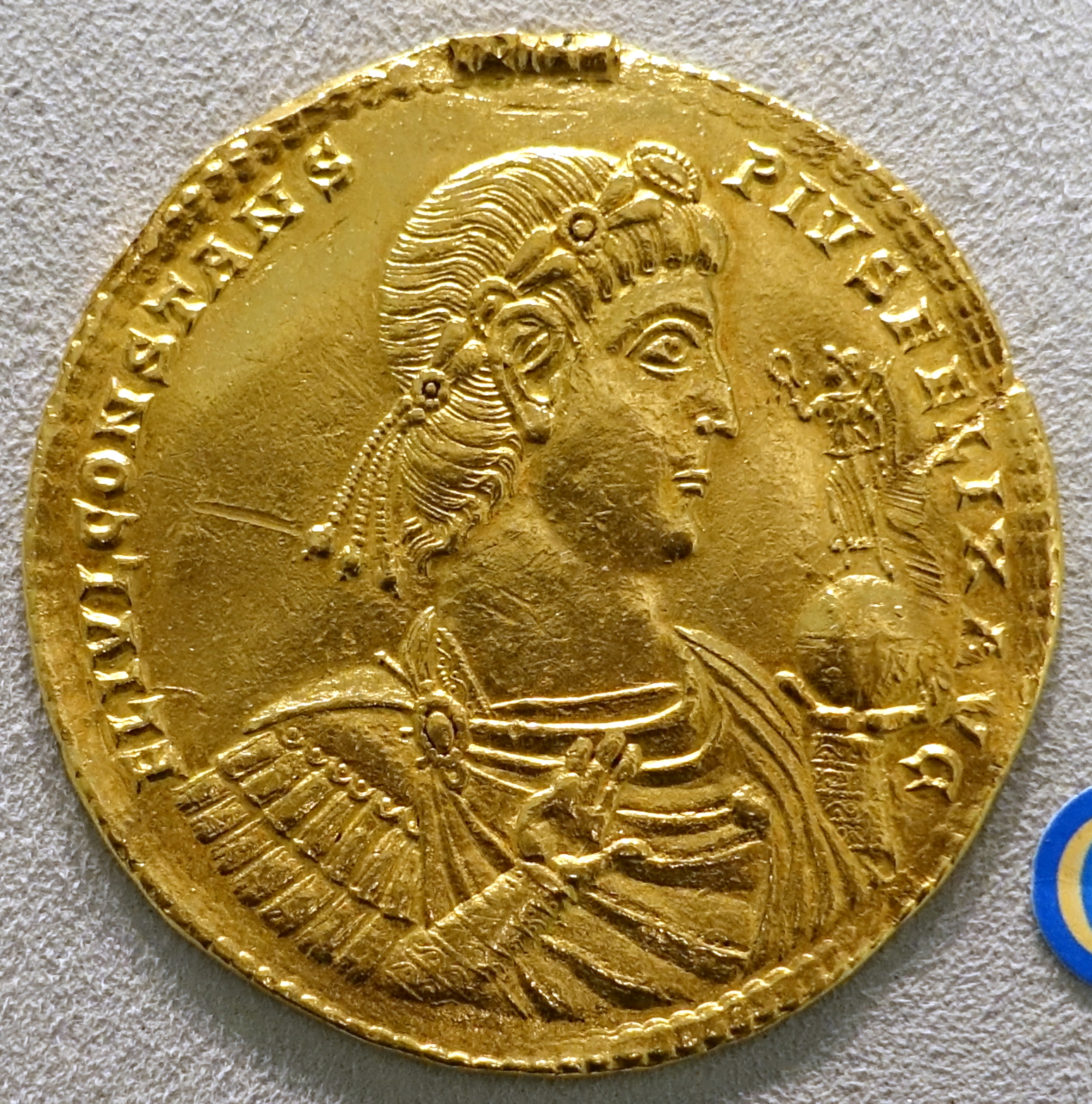
مدال طلا از کنستانس ، معادل ۹ سولیدوس. آکویلیا ، ۳۴۲ AD - موزه بوده

کنستانس با نام کامل فلاویوس یولیوس کنستانس (به لاتین: Flavius Julius Constans) (زادهٔ ۳۲۰ یا ۳۲۳ – درگذشتهٔ ژانویه ۳۵۰) امپراتور روم از ۳۳۷ تا ۳۵۰ بود.

## زندگینامه

### سال‌های آغازین و رسیدن به قدرت
کنستانس کوچکترین پسر کنستانتین بزرگ و فائوستا بود. او که با آموزه‌های مسیحی پرورش یافته بود در ۲۵ دسامبر ۳۳۳ از سوی پدرش به عنوان سزار معرفی شد. کنستانتین بزرگ در ۳۳۷ درگذشت و کنستانس و دو برادر دیگرش کنستانتین دوم و کنستانتیوس دوم، پس از موافقت با اعدام دالماتیوس و هانیبالیانوس، خواهرزادگان و در عین‌حال دیگر جانشینان کنستانتین، به طور مشترک با دریافت عنوان آگوستوس به امپراتوری روم رسیدند. آنها در نخستین هفتهٔ سپتامبر ۳۷۷ در پانونیا با یکدیگر دیدار کرده و سرزمین‌های امپراتوری را بین خودشان تقسیم کردند. قلمرو فرمانروایی کنستانس درابتدا و در مقایسه با دو برادر دیگرش تقریباً کوچک بود و تنها شامل ایتالیا و آفریقا می‌شد اما پس از دیدار سه برادر در پانونیا، ادارهٔ منطقهٔ بالکان و قسطنطنیه نیز به او داده شد.

### درگیری با کنستانتین دوم
دریافت قلمروهای بیشتر بر قدرت کنستانس افزود و این موضوع به تیرگی روابط بین او و برادر بزرگترش کنستانتین دوم انجامید چرا که چیزی به قلمرو او در غرب افزوده نشده بود. در عین‌حال کنستانس از پذیرش کنستانتین به عنوان امپراتور ارشد سر باز می‌زد و این به بدتر شدن روابط بین آن دو می‌افزود.
کنستانس با وخیم‌تر شدن اوضاع، اداراهٔ تراکیه و قسطنطنیه را در ۳۳۹ به‌عنوان باج به دیگر برادرش کنستانتیوس دوم بازگرداند تا بدین ترتیب حمایت او را به‌دست آورد. سرانجام این بحران در سال ۳۴۰ میلادی به اوج خود رسید و هنگامی که کنستانس مشغول سرکوب قبایل دانوبی در آن منطقه بود، کنستانتین دوم با استفاده از این موقعیت به ایتالیا حمله کرد. کنستانس فوراً گروهی از پیش‌قراولان سپاه خود را به مقابله با برادرش فرستاد و کنستانتین دوم در این جنگ شکست خورده و کشته شد. با مرگ کنستانتین دوم در آکیلیا، سرزمین‌های تحت فرمان او نیز به کنستانس رسید.

### مذهب
کنستانس و کنستانتیوس دوم از پیروان مسیحیت بودند. آن دو در ۳۴۱ فرمانی را مبنی بر ممنوعیت قربانی‌دادن برای بت‌ها صادر کردند و یک سال بعد نسبت به تخریب بت‌کده‌ها هشدار دادند. با این وجود دو برادر از نظر دیدگاه‌های مذهبی با یکدیگر تفاوت داشتند. کنستانتیوس دوم پیرو آریانیسم (یکی از شاخه‌های مسیحیت) بود و کنستانس آنرا همچون پدرشان کنستانتین بزرگ کفرآمیز می‌دانست. این موضوع باعث بروز درگیری‌هایی بین آن دو شده بود و بیم آن می‌رفت که جنگی تمام عیار بینشان درگیرد. اما دو برادر سرانجام در ۳۴۶ توافق کردند که بدون توجه به مذهب یکدیگر به زندگی صلح‌آمیز در کنار هم ادامه دهند.
کنستانس به عنوان یک امپراتور مسیحی همچون پدرش به ترویج مسیحیت همت گماشت اما در مقابل به ضدیت و سرکوب بت‌پرستان، یهودیان و مسیحیان دوناتوسی در آفریقا پرداخت.

### شورش ماگننتیوس و مرگ
کنستانس در ۳۴۱ با موفقیت از قلمروش در مقابل حملهٔ فرانک‌ها دفاع کرد و دو سال بعد به بریتانیا رفت (او آخرین امپراتور مشروعی بود که از آن سرزمین دیدار کرد).
با این وجود کنستانس در بین سپاهیانش محبوب نبود و همین موضوع به سرنگونیش انجامید. در ژانویهٔ ۳۵۰، ماگننتیوس (به لاتین: Magnentius) که پیشتر بردهٔ کنستانتس بود و سپس به فرماندهی سپاه او رسیده بود علیه او در آگوستودونوم (آتون امروزی در فرانسه) شورید و خود را امپراتور خواند. کنستانس مجبور به فرار به اسپانیا شد اما در بین راه گرفتار یکی از مأموران ماگننتیوس به نام گایسو گردید و به دست او کشته شد.